# Аброскин, Павел Иванович
Па́вел Ива́нович Абро́скин (27 марта 1910 — 16 ноября 1970) — советский государственный и хозяйственный деятель.

## Биография
Павел Иванович родился в крестьянской семье в селе Николаевском (Куркинский район).
Трудовую деятельность начал в 1926 году разнорабочим, окончил курсы кондукторов. С 1931 года член ВКП(б), В 1937 окончил Московское высшее техническое училище им. Н. Э. Баумана.
С 1933 года работал в хозяйственной администрации различных учреждений, был заместителем начальника отдела кадров Мосжилстроя. С 1938 года директор Людиновского машиностроительного завода, с 1941 по 1944 год — Сызранского машиностроительного завода (эвакуированного из Людиново), с 1945 — Брянского машиностроительного завода.
В 1947 году избран в Верховный Совет РСФСР. В 1949—1950 директор Кировского завода (Ленинград). С 1950г. директор Коломенского паровозостроительного завода.
В 1955—1957 годы и 1962—1964 гг. директор Новочеркасского электровозостроительного завода. После его первого ухода с завода имел место массовый протест рабочих — одним из требований работников было возвращение Аброскина на должность директора, которое было выполнено.
В 1957—1960 годы - председатель Ростовского Совета народного хозяйства, с 1957 по 1960 г. — председатель Государственного Комитета Совета Министров РСФСР по координации научно-исследовательских работ, в 1960—1962 годы — заместитель Председателя Совета Министров РСФСР.
В 1963 году Павлу Аброскину присудили степень кандидата экономических наук.
С 15 августа 1963г. по 15 декабря 1965г. вновь работал заместителем Председателя СМ РСФСР.
Похоронен на Новодевичьем кладбище.